# Cagliari (stacja kolejowa)
Cagliari (wł: Stazione di Cagliari) – stacja kolejowa w Cagliari, w regionie Sardynia, we Włoszech. Znajduje się w centralnej części Piazza Matteotti w dzielnicy Stampace.

## Historia
Zbudowana jako główna stacja niedaleko od portu w stolicy regionu, dworzec został otwarty w lipcu 1879 roku, osiem lat po otwarciu linii kolejowej Cagliari-Golfo Aranci. W 1893 roku została otwarta łącznica kolejowa do pobliskiego portu Cagliari: powstała stacja Cagliari Marittima, w pobliżu Via Roma.
Budynek został odrestaurowany w latach 20. XX wieku przez architekta Roberto Narducci: dwustronne tarasy, które zdobiły budynek zostały usunięte. Budynek został podniesiony oraz dobudowano do niego prostopadle dwa inne budynki. W 1943 roku Cagliari zostało zbombardowane przez amerykańskie samoloty, które nie oszczędziły dworca kolejowego, zabijając ludzi i mocno uszkadzając budynek.
Po wojnie dworzec odbudowano, a w latach 80. XX wieku rozpoczęła się elektryfikacja linii w ramach testu. System elektryczny nie przyjął się jednak i elektryfikacja została zdjęta.
Od lat 90. XX wieku dworzec przechodził kilkukrotnie modernizację. Obecnie jest częścią projektu Centostazioni, który zakłada przebudowę dworca.